# 날마다 타인
《날마다 타인》은 2013년 6월 5일 파스텔 뮤직에서 발매된 한희정의 두 번째 정규 음반이다.

## 개요
- 한희정이 모든 곡의 작사, 작곡, 연주, 프로듀스를 담당했다.

## 수록곡
1. 나는 너를 본다
2. 날마다 타인
3. 무소음
4. 바다가(Feat. 김보미 of 잠비나이)
5. 흙
6. 어느 여름
7. 더 이상 슬픔을 노래하지 않으리
8. 어항
9. 엄마, 이 편지는
10. 직장인
11. 이 노래를 부탁해